# Јован Дамаскин
Јован Дамаскин (грч. Ἰωάννης Δαμασκήνος, лат. Iohannes Damascenus, око 676–749) био је знаменити сиријски монах и теолог из 8. века. Велики систематичар патристичког учења, писао је против несторијанаца, јаковита и манихејаца, а најважнији полемички спис му је уперен против иконобораца. Такође, сматра се једним од највећих црквених песника.
Полимат чија су поља интересовања и доприноса укључивала право, теологију, филозофију и музику, добио је име Хрисороас (Χρυσορρόας, дословно „струји златом“, тј. „златни говорник“). Написао је дела која тумаче хришћанску веру, и компоновао је химне које се и данас користе у литургијској пракси у источној хришћанској вери широм света, као и у западном лутеранизму на Васкрс.
Он је један од отаца источне православне цркве и најпознатији је по снажној одбрани икона. Католичка црква га сматра доктором цркве, који се често назива доктором Велике Госпе због његових списа о Узнесењу Марије. Такође је био истакнути експонент перихорезе, и користио је концепт као технички термин да опише како међусобно прожимање Христове божанске и људске природе, тако и однос између ипостаси Тројице. Јован се налази на крају патристичког периода догматског развоја, а његов допринос је мање у виду теолошких иновација него што представља сажетак развоја векова пре њега. У католичкој теологији он је стога познат као „последњи од грчких отаца“.
Главни извор информација о животу Јована Дамаскина је дело које се приписује Јовану Јерусалимском, који је у њему идентификован као патријарх Јерусалимски. Ово је извод превода из једног ранијег арапског текста на грчки. Арапски оригинал садржи пролог који се не налази у већини других превода, а написао га је арапски монах Михаило, који је објаснио да је одлучио да напише његову биографију 1084. јер ниједна није била доступан у његово време. Међутим, изгледа да је главни арапски текст написао неки ранији аутор негде између раног 9. и касног 10. века. Написан са хагиографске тачке гледишта и склон преувеличавању и неким легендарним детаљима, није најбољи историјски извор за његов живот, али се нашироко репродукује и сматра се да садржи елементе извесне вредности. Хагиографски роман Варлам и Јосафат, дело је из 10. века које се приписује монаху по имену Јован. Тек знатно касније је настала традиција да је то је био Јован Дамаскин, али већина научника више не прихвата ово одређивање. Уместо тога, многи докази упућују на Јевтимија Атоског, Грузијца који је умро 1028.

## Биографија
Јован је рођен и одрастао у Дамаску. Пореклом је из богате хришћанске породице, која је живела под исламском влашћу у Дамаску. Његов отац, Сарџун ибн Мансур, био је високи финансијски чиновник у служби халифата, а по неким наводима касније је и Јован постао министар на двору арапског халифе. Његов деда, Мансур ибн Сарџун, био је истакнути византијски званичник у Дамаску, који је био одговоран за порезе у региону током владавине цара Ираклија, а такође је служио и под царем Маврикијем. Изгледа да је Мансур одиграо улогу у капитулацији Дамаска пред трупама Халида ибн ал-Валида 635. године након што је обезбедио повољне услове за предају. Евтихије, мелкитски патријарх из 10. века, помиње га као једног високог званичника који је учествовао у предаји града муслиманима.
Племенско порекло Мансура ибн Сарјуна, Јоновог деде, није познато, али биограф Данијел Сахас је спекулисао да би име Мансур могло да имплицира порекло од арапских хришћанских племена Калб или Таглиб. Име је било уобичајено међу сиријским хришћанима арапског порекла, а Евтихије је приметио да је гувернер Дамаска, који је вероватно Мансур ибн Сарџун, био Арапин. Међутим, Сахас такође тврди да то име не значи нужно арапско порекло и да су га могли користити они који нису Арапи, као што су семитски Сиријци. Док Сахас и биографи Ф. Х. Хас и Андрев Лоут тврде да је Мансур било арапско име, Рејмонд ле Коз тврди да је „породица без сумње била сиријског порекла“; заиста, према историчару Даниелу Ј. Јаносику, „оба аспекта би могла да буду истинита, јер да је његово породично порекло заиста сиријско, његов деда [Мансур] је могао да добије арапско име када су Арапи преузели владу.“ Када су Сирију освојили муслимански Арапи 630-их година, двор у Дамаску је задржао велики број хришћанских државних службеника, међу њима и Јовановог деду. Јованов отац, Сарџун (Сергиус), наставио је да служи омејадским халифима. Према Јовану Јерусалимском и неким каснијим верзијама његовог живота, након очеве смрти, Јован је такође служио као службеник на халифском двору пре него што је отишао да постане монах. Ова тврдња, да је Јован заправо служио на муслиманском суду, доведена је у питање пошто се он никада не помиње у муслиманским изворима, који међутим помињу његовог оца Сарџуна (Сергиуса) као секретара у халифској администрацији. Осим тога, Јованови списи никада не помињу било какво искуство на муслиманском суду. Сматра се да се Јован замонашио у Мар Саби, а да је заређен за свештеника 735. године.
Почетком 8. века Јован постаје монах у манастиру св. Саве (Мар Саба) код Јерусалима, затим свештеник и теолог Јерусалимске патријаршије.
Био је веома плодан црквени песник; познати су његови канони за празнике Христа, Богородице и важнијих византијских светаца, укључујући и канон испеван у част његовог славног песничког претходника, Романа Слаткопојца. Његова улога је одлучујућа у формирању Октоиха, једне од главних литургијских књига византијске цркве, а истовремено и збирке црквених песма. Редактор је канона као песничке форме: скративши га на три до четири строфе (тропара), дао му је коначну структуру. Такође се окушао и у књижевној форми византијског романа.
Како говори Јован Дамаскин, људима се анђели јављају увек у обличју својих тела, мада не онакви какви јесу, у пуном и застрашујућем блештавилу, већ у људима прилагођеном сјају, а такође могу попримити облик какав Бог зажели од њих, нпр. човека, облака или огњеног/светлоносног стуба. Они људе заступају код Бога, молећи се за људе и уз људе, те људима доносе Божије дарове.
Највероватније је умро у манастиру светог Саве Освећеног (Мар Саба), југоисточно од Јерусалима. Као светитељ целе цркве слави се 4. децембра.

## Филозофија
У филозофији се користио еклектички платонском и аристотеловском терминологијом, као оруђима за прецизно изражавање хришћанске догме. У теологији је стваралачки следовао синтезу великих црквених отаца Александрије и Кападокије, затим псеудо-Дионисија Ареопагита и Максима Исповедника.

## Дела
- Извор знања (Πηγὴ γνώσεως), у три свеске: 1) Дијалектика (филозофска поглавља о терминологији) 2) О јересима (опис и критика јереси) и 3) О православној вери (излагање библијско-патристичког учења). Сматра се његовим главним делом.[14] Српски превод: Преподобни Јован Дамаскин, "О јересима", Шибеник, 2012. Превод: Слободан Продић.
- Sacra Parallela (Τὰ ἱερά), збирка мудрих изрека
- расправе са несторијанцима, монофизитима, монотелитима, манихејцима
- беседе против иконобораца, чија је аргументација била одлучујућа за целокупну теологију присталица икона.

- писао је и црквене химне које су још увек у употреби у православним манастирима широм света.